# Bredbysjön
Bredbysjön är en sjö i Krokoms kommun i Jämtland och ingår i Indalsälvens huvudavrinningsområde. Sjön har en area på 1,14 kvadratkilometer och ligger 347,9 meter över havet. Sjön avvattnas av vattendraget Nävran.

## Delavrinningsområde
Bredbysjön ingår i det delavrinningsområde (704698-142004) som SMHI kallar för Utloppet av Bredbysjön. Medelhöjden är 384 meter över havet och ytan är 7,38 kvadratkilometer. Det finns ett avrinningsområde uppströms, och räknas det in blir den ackumulerade arean 23,78 kvadratkilometer. Nävran som avvattnar avrinningsområdet har biflödesordning 3, vilket innebär att vattnet flödar genom totalt 3 vattendrag innan det når havet efter 241 kilometer. Avrinningsområdet består mestadels av skog (56 procent) och jordbruk (12 procent). Avrinningsområdet har 1,15 kvadratkilometer vattenytor vilket ger det en sjöprocent på 15,5 procent.